# Dariusz Joński

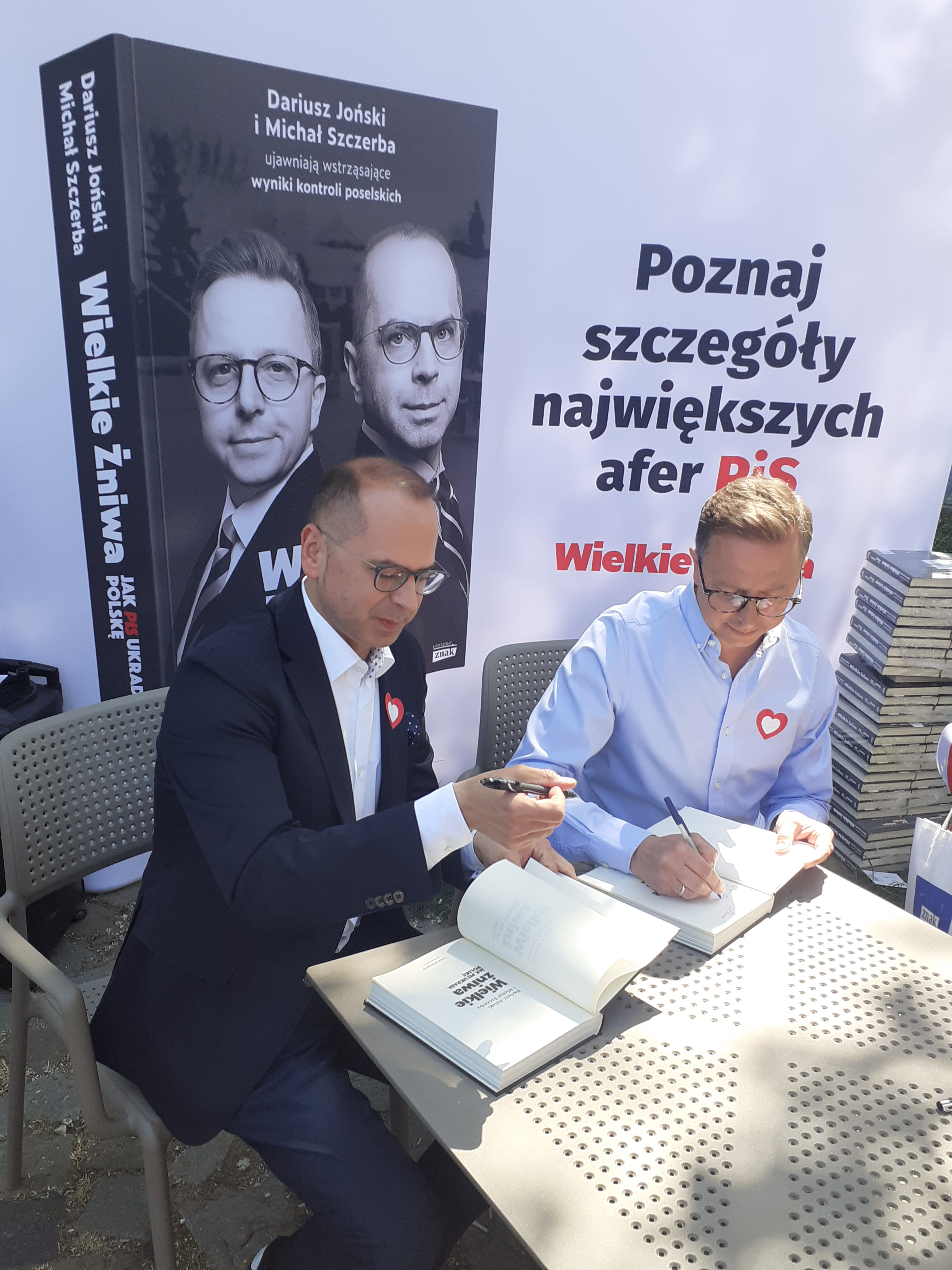
Dariusz Joński i Michał Szczerba promujący swoją książkę Wielkie żniwa. Jak PiS ukradł Polskę podczas marszu z 4 czerwca 2023 w Warszawie

Dariusz Joński (ur. 12 stycznia 1979 w Łodzi) – polski polityk i samorządowiec, zastępca pełniącego funkcję prezydenta Łodzi (2010), poseł na Sejm VII, IX i X kadencji (2011–2015, 2019–2024), poseł do Parlamentu Europejskiego X kadencji (od 2024).

## Życiorys
Absolwent ekonomii na Politechnice Łódzkiej. Ukończył podyplomowe studium prawa i administracji na Uniwersytecie Łódzkim. W 2000 przystąpił do Sojuszu Lewicy Demokratycznej. W 2002 bez powodzenia kandydował do Rady Miejskiej w Łodzi. W latach 2003–2006 był przewodniczącym Federacji Młodych Socjaldemokratów w Łodzi. W wyborach w 2006 został wybrany na radnego Łodzi (uzyskał 1508 głosów).
Do 2007 pracował w Przedsiębiorstwie Turystycznym Łódź, dochodząc w nim do stanowiska głównego specjalisty ds. rozwoju. Następnie przez kilka miesięcy był zatrudniony na stanowisku specjalisty w Wojewódzkim Funduszu Ochrony Środowiska i Gospodarki Wodnej w Łodzi. Od czerwca 2007 do lutego 2010 pełnił funkcję wicedyrektora w Wojewódzkim Urzędzie Pracy w Łodzi.
Był jednym z inicjatorów referendum w sprawie odwołania Jerzego Kropiwnickiego z funkcji prezydenta Miasta Łodzi. Po sukcesie tej inicjatywy w lutym 2010 objął funkcję przewodniczącego rady wojewódzkiej Sojuszu Lewicy Demokratycznej w województwie łódzkim. W tym samym miesiącu został zastępcą pełniącego funkcję prezydenta Łodzi, stanowisko to zajmował do grudnia 2010. W wyborach samorządowych w 2010 został zgłoszony jako kandydat na prezydenta Łodzi z ramienia Sojuszu Lewicy Demokratycznej. W pierwszej turze wyborów z 22 listopada 2010 zdobył 49 101 (24,01%) głosów, zajmując drugie miejsce wśród kandydatów. W drugiej turze uzyskał 51 426 (39,35%) głosów, przegrywając tym samym z Hanną Zdanowską, kandydatką Platformy Obywatelskiej. W tych samych wyborach uzyskał, zdobywając 18 275 głosów, mandat radnego sejmiku łódzkiego IV kadencji.
W wyborach parlamentarnych w 2011 startował do Sejmu z 1. miejsca na liście SLD w okręgu łódzkim. W głosowaniu otrzymał 15 164 głosy i – jako jedyny reprezentant z tej listy – uzyskał mandat poselski. 7 listopada 2011 został wybrany na rzecznika klubu poselskiego SLD, a 10 grudnia tego samego roku został rzecznikiem partii. Od 30 maja 2015 do 23 stycznia 2016 pełnił funkcję wiceprzewodniczącego SLD. W wyborach w 2015 nie uzyskał poselskiej reelekcji. W styczniu 2016 powrócił na funkcję wicedyrektora WUP w Łodzi.
1 lutego 2016 zrezygnował z funkcji rzecznika partii. W lutym 2016 współtworzył stowarzyszenie Inicjatywa Polska. 8 kwietnia 2017 zrezygnował z członkostwa w SLD. W wyborach samorządowych w 2018 został kandydatem Koalicji Obywatelskiej do sejmiku łódzkiego; uzyskując w głosowaniu mandat radnego wojewódzkiego VI kadencji. W czerwcu 2019 po zarejestrowaniu Inicjatywy Polska jako partii politycznej zasiadł w jej zarządzie.
W styczniu 2019 został wiceprezesem łódzkiego Aquaparku Fala. W wyborach w tym samym roku uzyskał mandat poselski, kandydując z ramienia Koalicji Obywatelskiej w okręgu sieradzkim i otrzymując 11 999 głosów.
W 2023 wraz z Michałem Szczerbą opublikował książkę pt. Wielkie żniwa. Jak PiS ukradł Polskę, powstałą na podstawie szeroko komentowanych przez media kontroli poselskich, które obaj posłowie przeprowadzili w trakcie IX kadencji Sejmu. W wyborach w 2023 został liderem listy KO w okręgu łódzkim; zdobył 87 470 głosów, uzyskując mandat posła X kadencji. 19 grudnia 2023 został wybrany na przewodniczącego sejmowej komisji śledczej ds. wyborów korespondencyjnych.
W 2024 został wybrany do Parlamentu Europejskiego X kadencji, będąc liderem listy Koalicji Obywatelskiej w okręgu nr 6 (uzyskał 194 109 głosów). Zasiadł w Komisji Transportu i Turystyki oraz Komisji Petycji.

## Wyniki w wyborach ogólnopolskich
| Wybory | Komitet wyborczy                | Komitet wyborczy             | Organ              | Okręg            | Wynik          |
| ------ | ------------------------------- | ---------------------------- | ------------------ | ---------------- | -------------- |
| 2011   |                                 | Sojusz Lewicy Demokratycznej | Sejm VII kadencji  | nr 9             | 15 164 (4,19%) |
| 2015   |                                 | Zjednoczona Lewica           | Sejm VIII kadencji | nr 9             | 23 479 (6,54%) |
| 2019   |                                 | Koalicja Obywatelska         | Sejm IX kadencji   | nr 11            | 11 999 (2,61%) |
| 2023   | Sejm X kadencji                 | Koalicja Obywatelska         | nr 9               | 87 470 (19,16%)  |                |
| 2024   | Parlament Europejski X kadencji | Koalicja Obywatelska         | nr 6               | 194 109 (25,61%) |                |